# Ruta Provincial 14 (Buenos Aires)
La Ruta Provincial 14 es una carretera pavimentada de 46 km de extensión en el partido de La Plata y el Gran Buenos Aires en la provincia de Buenos Aires, República Argentina. Desde su inicio hasta el Cruce Gutiérrez la ruta es parte del Camino Centenario, mientras que hacia el noroeste la carretera es parte del Camino General Belgrano, que fue pavimentado entre 1912 y 1916, y es un camino angosto de un carril por sentido de circulación. En su tramo final entre la calle Gral. Deheza y la Avenida Hipólito Yrigoyen, en Gerli, forma parte de la Avenida Teodoro Sánchez de Bustamante.

## Localidades
- Partido de La Plata: Tolosa, límite entre Manuel B. Gonnet y Ringuelet, Manuel B. Gonnet, City Bell y Villa Elisa.
- Partido de Berazategui: Pereyra, Juan María Gutiérrez y Guillermo Hudson.
- Partido de Florencio Varela: Bosques e Ingeniero Allan
- Partido de Berazategui: Sourigues y Berazategui.
- Partido de Florencio Varela: Florencio Varela.
- Partido de Quilmes: Villa La Florida, Quilmes y Bernal.
- Límite entre partidos de Avellaneda y Lanús: Monte Chingolo, Wilde, Villa Domínico y Gerli.

## Recorrido
- A continuación se muestra en el esquema los cruces con las calles y avenidas más importantes, y todas las rutas, ferrocarriles, puentes y divisiones presentes en el trayecto.

|  |  | RM |

|  | STRq | RMKRZ | STRq |

|  |  | RM |

|  | ABZql | RMIdo | ABZq+r |

|  |  | RM | STR |

|  | WASSERq | RMoW2 | WASSERq |

|  |  | exSKRZ-G+eBUE |

|  |  | STR |

|  |  | TEEaq | STRq |

|  | WASSERq | WBRÜCKE1 | WASSERq |

|  |  | STR |

|  | WASSERq | WBRÜCKE1 | WASSERq |

|  |  | STR |

|  | STRq | KRZ | STRq |

|  |  | STR |

|  | WASSERq | WBRÜCKE1 | WASSERq |

|  |  | STR |

|  |  | TEEaq | STRq |

|  |  | ABZgl |

|  |  | exSKRZ-G+eBUE |

|  |  | STR |

|  | WASSERq | WBRÜCKE1 | WASSERq |

|  |  | STR |

|  | STRq | TEEeq |  |

|  |  | TEEaq | STRq |

|  | RMq | RMIfo1 | RMq |

|  | STRq | TEEeq |  |

|  | STRq | TEEeq |  |

|  | WASSERq | WBRÜCKE1 | WASSERq |

|  |  | TEEaq | STRq |

|  | STRq | KRZ | STRq |

|  | STRq | TEEeq |  |

| lDAMPF |  | SKRZ-GBUE |  |

|  | STRq | TEEeq |  |

|  | STRq | KRZ | STRq |

|  | WASSERq | WBRÜCKE1 | WASSERq |

|  | STRq | KRZ | STRq |

|  |  | STR |

|  | STRq | KRZ | STRq |

|  | STRq | KRZ | STRq |

|  | STRq | KRZ | STRq |

|  | RMq | RMIco | RMq |

|  | STRq | KRZ | STRq |

|  | STRq | KRZ | STRq |

|  |  | ABZgl+l | STRq |

|  | STRq | KRZ | STRq |

|  | STRq | KRZ | STRq |

|  |  | TEEaq | STRq |

|  |  | STR |

|  | STRq | TEEeq |  |

|  | STRq | TEEeq |  |

|  | WASSERq | WBRÜCKE1 | WASSERq |

|  | STRq | KRZ | STRq |

|  | WASSERq | WBRÜCKE1 | WASSERq |

|  | STRq | TBHF | STRq |

|  | STRq | KRZ | STRq |

|  | STRq | TEEeq |  |

|  |  | STR |

|  | STRq | KRZ | STRq |

|  | STRq | TEEeq |  |

|  |  | STR |

|  | STRq | KRZ | STRq |

|  | STRq | KRZ | STRq |

|  |  | SKRZ-GBUE |

|  |  | ABZgl | STR+r |

|  |  | TEEaq | TEEeq |

|  |  | CONTf | STR |

|  |  | STR+l | STRr |

|  | STRq | KRZ | STRq |

|  |  | STR |

| lDAMPF |  | SKRZ-Go |  |

|  | CONTgq | ABZqlr | CONTfq |

## Sitios de interés
El camino atraviesa el Parque Provincial Pereyra Iraola en el Partido de Berazategui. En Bernal Oeste se encuentra el Parque Tecnológico Industrial de Quilmes, ubicado en el terreno donde anteriormente se ubicaba el batallón de arsenales Domingo Viejobueno.